# Bellgrove
Bellgrove ist eine Villa in der schottischen Stadt Campbeltown. Sie befindet sich im Nordosten der Stadt in der Straße High Askomil, die als B842 weiter entlang der Ostküste von Kintyre führt. Das Anwesen besteht aus der zentral gelegenen Villa und zwei Außengebäuden. 1971 wurde Bellgrove in die schottischen Denkmallisten in der höchsten Kategorie A aufgenommen.
Die Villa wurde um das Jahr 1820 für Charles Campbell erbaut, der zu diesem Zeitpunkt als Provost der Stadt fungierte. John Mackersie, ein lokaler Bauunternehmer, führte die Arbeiten durch. Das benötigte Baumaterial wurde über den Schiffsanleger von Dalintober, das heute Stadtteil von Campbeltown ist, angeliefert. Es ist jedoch beleghaft überliefert, dass eine Steinlieferung am Strand unterhalb des Anwesens abgeladen wurde.

## Beschreibung
Bellgrove weist Merkmale des Palladianismus auf. Die Pläne könnten von Robert Adams Architektur beeinflusst worden sein. Durch das dreistöckige Gebäude verlaufen drei Fensterachsen, wobei sich der Eingangsbereich mittig befindet. Er ist zurückgesetzt und von einem Toskanischen Pfeilerpaar umrahmt, das einen Balkon trägt. Es führen mehrere Sandsteinstufen hinauf zum Eingang, die verzierte gusseiserne Geländer begrenzen. Die Gebäudekanten sind mit Sandstein abgesetzt, aus dem auch die Fensterfaschen bestehen. An der Westseite sind im Erdgeschoss zwei Fenster symmetrisch angeordnet. Das Obergeschoss weist hingegen nur ein zentriertes Fenster auf. Die gegenüberliegende Gebäudeseite ist nicht symmetrisch aufgebaut, da beide Fensterachsen nach links versetzt sind. Rückwärtig geht ein im späteren 19. Jahrhundert hinzugefügter, einstöckiger Flügel mit ausgebautem Dachboden ab. Er ist symmetrisch von zwei Fensterachsen umgeben und schließt mit einem schiefergedeckten Walmdach ab. Das Hauptgebäude ist von zwei parallel verlaufenden Walmdächern bedeckt. Die seitlichen und rückwärtigen Fassaden sind in der traditionellen Harling-Technik verputzt.